# NGC 3482
NGC 3482 é uma galáxia espiral barrada (SBa) localizada na direcção da constelação de Vela (constelação). Possui uma declinação de -46° 35' 03" e uma ascensão recta de 10 horas, 58 minutos e 34,2 segundos.
A galáxia NGC 3482 foi descoberta em 1 de Março de 1835 por John Herschel.